# Melanochelys trijuga
La tartaruga nera indiana (Melanochelys trijuga Schweigger, 1812) è una specie di tartaruga della famiglia dei Geoemididi.

## Tassonomia
Ne vengono riconosciute sei sottospecie:
- M. t. trijuga (Schweigger, 1812).
- M. t. coronata (Anderson, 1879).
- M. t. edeniana (Theobald, 1876).
- M. t. indopeninsularis (Annandale, 1913).
- M. t. parkeri (Deraniyagala, 1939).
- M. t. thermalis (Lesson, 1830).

## Descrizione
Il carapace, lungo fino a 380 mm, è elongato e di color marrone. Il piastrone è marrone con un bordo più chiaro. Le zampe possono essere grigie, marroni o nerastre. M. t. trijuga raggiunge i 250 mm di lunghezza e presenta sulla testa reticolazioni gialle. M. t. coronata è lunga circa 260 mm e ha una testa di colore giallo con una macchia grigio-nera a forma di diamante sulla fronte. Il piastrone è completamente nero. M. t. edeniana raggiunge i 280 mm, la testa è uniformemente grigia o marrone o con reticolazioni gialle che possono essere assenti negli individui anziani. M. t. indopeninsularis ha un carapace lungo 340 mm, la testa è marrone-oliva con una macchia a forma di lancia sulla fronte. M. t. parkeri raggiunge i 380 mm di lunghezza, la testa è marrone-oliva o finemente macchiettata di arancione. M. t. thermalis lunga 220 mm, la testa è grigio-nera con macchie rosse, arancioni o rosa. L'alimentazione è onnivora, si nutre di macrofite e invertebrati. Effettua più deposizioni l'anno di 3-8 uova ciascuna.

## Distribuzione e habitat
Distribuita in Asia meridionale, in particolare in India, Bangladesh, Myanmar, Sri Lanka, Nepal meridionale, Pakistan orientale e Thailandia occidentale. Introdotta anche nelle Maldive e nell'Arcipelago di Chagos nell'Oceano Indiano. Vive in una varietà di ambienti d'acqua dolce, tra cui torrenti, fiumi, stagni e paludi, così come un certo numero di ambienti artificiali, come risaie, dal livello del mare fino a 800 metri.

## Conservazione
Specie ancora relativamente comune in alcune parti del Nepal e dell'India e in aree montane dello Sri Lanka o alle Maldive. Tuttavia, al di fuori di queste aree, la tartaruga nera indiana è minacciata dalla caccia per la sua carne, che in molte zone è considerata una prelibatezza, e dallo sfruttamento per il commercio internazionale, particolarmente in Bangladesh e Myanmar. In Thailandia occidentale è estremamente rara a causa di una combinazione di caccia e perdita dell'habitat.